# Saint Motel
Saint Motel ist eine US-amerikanische Indie-Rock-Band aus Los Angeles, Kalifornien. Sie besteht aus den Mitgliedern A/J Jackson (Gesang, Gitarre), Aaron „a sharp“ Sharp (Gitarre), Chondrak „Dak“ Lerdamornpong (Bass) und Greg Erwin (Schlagzeug).

## Geschichte
Im Jahr 2009 veröffentlichten Saint Motel mit ForPlay ihre erste Extended Play. Im Jahr 2012 erschien mit Voyeur das erste vollständige Album. Im Jahr 2014 wurde beim Musiklabel Parlophone die EP My Type veröffentlicht. Bestandteil der EP ist das bisher erfolgreichste Lied My Type, das Platz 51 der Schweizer und Platz 34 der britischen Charts erreichte und auch Teil des Soundtracks vom Videospiel FIFA 15 ist, wodurch die Band zum ersten Mal mediale Aufmerksamkeit erlangte. Das Lied wird zudem als Intro und Outro der ARD-Quizshow Wer weiß denn sowas? verwendet. Außerdem verwendete der YouTuber und Let’s-Player Gronkh das Lied Benny Goodman als Endscreen-Song bei seinen Let’s Plays von Fallout 4 im Jahr 2015 sowie The Outer Worlds im Jahr 2019.
Am 21. Oktober 2016 veröffentlichten Saint Motel ihr erstes vollständiges Album saintmotelevision, welches im Voraus durch den Release der Single Move und die Ankündigung einer Nordamerika-Tour beworben wurde. Das Lied Move ist außerdem Teil des Soundtrack des Spiels FIFA 17 von EA Sports.

## Diskografie

### Studioalben
| Jahr | Titel                                  | Höchstplatzierung, Gesamtwochen, AuszeichnungChartplatzierungen (Jahr, Titel, Platzierungen, Wochen, Auszeichnungen, Anmerkungen) | Höchstplatzierung, Gesamtwochen, AuszeichnungChartplatzierungen (Jahr, Titel, Platzierungen, Wochen, Auszeichnungen, Anmerkungen) | Höchstplatzierung, Gesamtwochen, AuszeichnungChartplatzierungen (Jahr, Titel, Platzierungen, Wochen, Auszeichnungen, Anmerkungen) | Anmerkungen                            |
| Jahr | Titel                                  | CH | UK | US | Anmerkungen                            |
| ---- | -------------------------------------- | --- | --- | --- | -------------------------------------- |
| 2012 | Voyeur                                 | — | — | — | Erstveröffentlichung: 10. Juli 2012    |
| 2016 | Saintmotelevision                      | — | — | US62 (1 Wo.)US | Erstveröffentlichung: 21. Oktober 2016 |
| 2022 | The Original Motion Picture Soundtrack | — | — | — | Erstveröffentlichung: 17. Juni 2022    |
| 2025 | Saint Motel & the Symphony in the Sky  | — | — | — | Erstveröffentlichung: 14. Februar 2025 |

### EPs
- 2009: ForPlay
- 2011: 7"1
- 2013: 7"2
- 2014: My Type
- 2018: saintmoteltelevision B-sides
- 2019: The Original Motion Picture Soundtrack: Pt. 1
- 2020: The Original Motion Picture Soundtrack: Pt. 2
- 2021: The Original Motion Picture Soundtrack: Pt. 3

### Singles
| Jahr | Titel Album        | Höchstplatzierung, Gesamtwochen, AuszeichnungChartplatzierungen (Jahr, Titel, Album, Platzierungen, Wochen, Auszeichnungen, Anmerkungen) | Höchstplatzierung, Gesamtwochen, AuszeichnungChartplatzierungen (Jahr, Titel, Album, Platzierungen, Wochen, Auszeichnungen, Anmerkungen) | Höchstplatzierung, Gesamtwochen, AuszeichnungChartplatzierungen (Jahr, Titel, Album, Platzierungen, Wochen, Auszeichnungen, Anmerkungen) | Anmerkungen                           |
| Jahr | Titel Album        | CH | UK | US | Anmerkungen                           |
| ---- | ------------------ | --- | --- | --- | ------------------------------------- |
| 2014 | My Type My Type EP | CH51 Gold · (4 Wo.)CH | UK34 Gold · (3 Wo.)UK | US— PlatinUS | Erstveröffentlichung: 15. August 2014 |

Weitere Singles
- 2013: Ace in the Hole
- 2016: Move (US: Gold)
- 2019: Van Horn
- 2020: A Good Song Never Dies
- 2020: Preach
- 2021: Feel Good

## Auszeichnungen für Musikverkäufe
| Goldene Schallplatte - Italien - 2015: für das Lied Cold Cold Man - Vereinigte Staaten - 2024: für das Lied Sweet Talk - 2024: für das Lied Cold Cold Man | Platin-Schallplatte - Italien - 2014: für die Single My Type 2× Platin-Schallplatte - Kanada - 2024: für die Single My Type |

Anmerkung: Auszeichnungen in Ländern aus den Charttabellen bzw. Chartboxen sind in ebendiesen zu finden.
| Land/RegionAuszeichnungen für Musikverkäufe (Land/Region, Auszeichnungen, Verkäufe, Quellen) | Gold     | Platin     | Verkäufe  | Quellen         |
| -------------------------------------------------------------------------------------------- | -------- | ---------- | --------- | --------------- |
| Italien (FIMI)                                                                               | Gold1    | Platin1    | 55.000    | fimi.it         |
| Kanada (MC)                                                                                  | —        | 2× Platin2 | 160.000   | musiccanada.com |
| Schweiz (IFPI)                                                                               | Gold1    | —          | 10.000    | hitparade.ch    |
| Vereinigte Staaten (RIAA)                                                                    | 3× Gold3 | Platin1    | 2.500.000 | riaa.com        |
| Vereinigtes Königreich (BPI)                                                                 | Gold1    | —          | 400.000   | bpi.co.uk       |
| Insgesamt                                                                                    | 6× Gold6 | 4× Platin4 |           |                 |